# ربع نتزومت المركز (إفران أطلس الصغير)
ربع نتزومت المركز هي إحدى مشيخات المملكة المغربية، تتبع جغرافيا لإقليم كلميم وإداريًا لإفران أطلس الصغير. يقدر عدد سكانها بـ 2319 نسمة حسب الإحصاء الرسمي للسكان والسكنى لسنة 2004.